# Финале Купа Мађарске у фудбалу 1958.
Финале Мађарског купа 1958. је одлучило о победнику мађарског купа 1955/58. било је 24. финале серије. Финале је одиграно између Ференцварош ТЦ−а и Шалготарјан БТЦ−а. Утакмица се одиграла у Будимпешти, на Непстадиону, 20. августа. Ово је био једанаести наступ у финалу за Ференцварош, а трећи за Шалготарјан.

## Пут до финала
У финале серије пласирали су се Ференцварош и Шалготарјан. Оба тима су ушла у такмичење у првом колу главног жреба националног такмичења (најбољих 64).
Резултати су наведени из перспективе navedenog тима..
| Ференцварош                        | Ференцварош | Ференцварош | Ференцварош | Коло          | Шалготарјан Бањас                 | Шалготарјан Бањас | Шалготарјан Бањас | Шалготарјан Бањас |
| ---------------------------------- | ----------- | ----------- | ----------- | ------------- | --------------------------------- | ----------------- | ----------------- | ----------------- |
| Бп. Сикра (НБ II запад)            | 4–0 (i)     | 4–0 (i)     | 4–0 (i)     | 1. коло       | Башћа Егер (НБ II исток)          | 3–1 (i)           | 3–1 (i)           | 3–1 (i)           |
| Вереш Метеор Шиофок (жупанијска I) | 11–0 (i)    | 11–0 (i)    | 11–0 (i)    | 2. коло       | Аутотакси (Будимпешта I)          | 3–0 (o)           | 3–0 (o)           | 3–0 (o)           |
| Бањас Татабања (НБ I)              | 4–0 (o)     | 4–0 (o)     | 4–0 (o)     | Осмина финала | Салиток Јожефварош (Будимпешта I) | 3–1 (o)           | 3–1 (o)           | 3–1 (o)           |
| Тереквеш Сомбатхељ (НБ I)          | 3–0 (o)     | 3–0 (o)     | 3–0 (o)     | Четвртфинале  | Бп. Вашаш (НБ I)                  | 3–0 (o)           | 3–0 (o)           | 3–0 (o)           |
| АЕЦ Сегедин (НБ I)                 | 5–0 (o)     | 5–0 (o)     | 5–0 (o)     | Полуфинале    | Ујпешт Дожа (НБ I)                | 2–1 (i)           | 2–1 (i)           | 2–1 (i)           |

## Историја
Коначан датум је годинама одлаган због међународних клупских утакмица (турнеје, БЕК), револуције 1956. и Светског првенства. Декањ играч Ференцвароша, који је задобио повреду мишића на утакмици против Аустрије Беч, није могао да игра. Шалготарјан се припремао за финале у Егеру.

## Финална утакмица
| Кинижи Будимпешта              | 2 : 1    | Бањас Шалготарјан    |
| ------------------------------ | -------- | -------------------- |
| Фридмански 20’, 59’ · Орос 58’ | Извештај | Бела Чаки 44’ (пен.) |

| Кинижи Бп.:   |  |                   |
|               |  |                   |
| Г             |  | Ђерђ Хорват       |
| О             |  | Антал Томан       |
| О             |  | Шандор Матраи     |
| О             |  | Ференц Берта      |
| СТ            |  | Оскар Вилежал     |
| СТ            |  | Андраш Герендаш   |
| Н             |  | Тамаш Кертес      |
| Н             |  | Пал Орос          |
| Н             |  | Золтан Фридмански |
| Н             |  | Ђула Ракоши       |
| Н             |  | Мате Фењвеши      |
| Менаџер:      |  |                   |
| Шандор Татраи |  |                   |

| Шалготарјан: |  |                 |
|              |  |                 |
| Г            |  | Геза Олах       |
| О            |  | Деже Олах       |
| О            |  | Михаљ Јанчик    |
| О            |  | Шандор Једлицка |
| СТ           |  | Ференц Сојка    |
| СТ           |  | Роберт Давид    |
| Н            |  | Ласло Јагодич   |
| Н            |  | Михаљ Вашаш     |
| Н            |  | Бела Чаки       |
| Н            |  | Тибор Бодон     |
| Н            |  | Феенц Талига    |
| Менаџер:     |  |                 |
| Андраш Тураи |  |                 |

Играчи Ференцвароша који су изашли на терен у серији: Геза Гуљаш, Ђерђ Хорват, Ференц Берта, Миклош Боршош, Јене Далноки, Ференц Декањи, Мате Фењвеши, Золтан Фридмански, Андраш Герендаш, Миклош Хени, Тамаш Кертес, Карољ Ланг, Михај Кишпетер, Шандор Матраи, Имре Омбоди, Пал Орош, Ђула Ракоши, Антал Томан и Оскар Вилежал.